# Djibouti Airlines
Djibouti Airlines war eine Fluggesellschaft mit Sitz in Dschibuti. Sie bot Flüge in die Region und in den Nahen Osten an. Ihr Heimatflughafen war der Flughafen Dschibuti-Ambouli.

## Geschichte
Die Djibouti Airlines wurden 1996 gegründet; am 30. Juli 2009 wurde ihre Flugerlaubnis von den Behörden von Dschibuti entzogen.
Die Djibouti Airlines flog Ziele in Somalia, Saudi-Arabien, Äthiopien und den Vereinigten Arabischen Emiraten an.

## Flotte
Die Flotte bestand zuletzt aus folgenden Flugzeugtypen:
- Boeing 737
- Antonow An-12
- Iljuschin Il-18
- Iljuschin Il-76
- Antonow An-24

## Zwischenfälle
- Am 17. März 2002 stürzte eine Let 410 im Anflug auf den Flughafen von Dschibuti ins Meer, vier Personen kamen ums Leben.[2]
- Am 23. Juli 2007 versagte einer der Propeller im Steigflug des mit einer Antonow An-26 betriebenen Frachtflugs von Dire-Dawa nach Dschibuti. Das Flugzeug stürzte ab, als der Pilot eine Notlandung versuchte. Eine Person kam ums Leben, neun werden verletzt.[3]

## Weblink
- Daten über die Fluggesellschaft Djibouti Airlines  im Aviation Safety Network (englisch)